# Iguerferouane
Iguerferouane (en àrab اكرفروان, Igrfrwān; en amazic ⵉⴳⵔ ⴼⵔⵡⴰⵏ) és un municipi rural de la província d'Al Haouz, a la regió de Marràqueix-Safi, al Marroc. Segons el cens de 2014 tenia una població total de 11.812 persones.